# Hypocrea pachybasioides
Hypocrea pachybasioides är en svampart som beskrevs av Yoshim. Doi 1972. Hypocrea pachybasioides ingår i släktet svampdynor och familjen Hypocreaceae.  Arten är reproducerande i Sverige. Inga underarter finns listade i Catalogue of Life.